# Дон Калб
Донат Піус "Дон" Калб (нід. Donatus Pius "Don" Kalb; нар. 15 жовтня 1959) — голландський антрополог, професор соціології та соціальної антропології в Центрально-Європейському університеті, доцент кафедри соціальних наук і культурної антропології в університеті Утрехта, і запрошений науковий співробітник відділу антропології в Бергенському університеті. Засновник і головний редактор журналу глобальної та історичної антропології «Focaal».

## Біографія
Виріс у муніципалітеті Ейндговен.
Здобув освіту (M.А. з культурної антропології) в Католицькому університеті Неймегена в 1988 році. Ступінь доктора філософії в галузі соціальних наук здобув в Університеті Утрехта в 1995 році.
В 1988—1990 рр. — науковий співробітник Католицького університету Брабанта (Нідерланди); 1989—1993 рр. — науковий співробітник Амстердамської школи соціальних досліджень; 1990—1999 рр. — науковий співробітник, доцент Утрехтського університету; 1997—1998 рр. — старший науковий співробітник Інституту гуманітарних наук (Відень, Австрія); з 1999 р — старший науковий співробітник, викладач Утрехтського університету; з 2003 року — професор Центральноєвропейського університету.
У своїх працях розглядає численні питання, зокрема глобалізацію, націоналізм, історію праці, і соціальні класи. Попри те, що є соціальним і культурний антропологом за освітою, у своїх дослідженнях широко використовує історичні методи.

### Монографії
- Kalb, Don (1998). Expanding Class: Power and Everyday Politics in Industrial Communities; The Netherlands 1850-1950. Comparative and International Working-Class History. Durham: Duke University Press. ISBN 978-0-8223-2022-7.

### Редаговані збірники
- Carrier, James G.; Kalb, Don, ред. (2015). Anthropologies of Class: Power, Practice, and Inequality. Cambridge: Cambridge University Press. ISBN 978-1107087415. {{cite encyclopedia}}: Вказано більш, ніж один |ISBN= та |isbn= (довідка); Пропущений або порожній |title= (довідка)
- Kalb, Don; Halmai, Gábor, ред. (2011). Headlines of Nation, Subtexts of Class: Working Class Populism and the Return of the Repressed in Neoliberal Europe. EASA Series. Т. 15. Oxford: Berghahn Books. ISBN 978-0857452030. {{cite encyclopedia}}: Вказано більш, ніж один |ISBN= та |isbn= (довідка); Пропущений або порожній |title= (довідка)
- Kalb, Don; Tak, Herman, ред. (2006). Critical Junctions: Anthropology and History beyond the Cultural Turn. Oxford: Berghan Books. ISBN 978-1845450298. {{cite encyclopedia}}: Вказано більш, ніж один |ISBN= та |isbn= (довідка); Пропущений або порожній |title= (довідка)
- Kalb, Don; Pansters, Wil; Siebers, Hans, ред. (2004). Globalization and Development: Themes and Concepts in Current Research. Dordrecht: Kluwer Academic Publishers. ISBN 978-1402024740. {{cite encyclopedia}}: Вказано більш, ніж один |ISBN= та |isbn= (довідка); Пропущений або порожній |title= (довідка)
- Kalb, Don; van der Land, Marco; Staring, Richard; Van Steenbergen, Bart, ред. (2000). The Ends of Globalization: Bringing Society Back In. Lanham: Rowman & Littlefield. ISBN 978-0847698851. {{cite encyclopedia}}: Вказано більш, ніж один |ISBN= та |isbn= (довідка); Пропущений або порожній |title= (довідка)

### Переклади українською
- «Середній клас» як «порожній означник»: клас і міське спільне в ХХІ столітті [Архівовано 13 березня 2018 у Wayback Machine.] // Спільне. — 24.06.2013.
- Нація в заголовках, клас у підтексті: робітничий популізм і повернення витісеного в неоліберальній Європі [Архівовано 25 квітня 2017 у Wayback Machine.] // Спільне, №5, 2012: Політекономія расизму.
- Дон Калб: «Напрям руху українського та російського суспільства залежить від політичної мобілізації» [Архівовано 13 березня 2018 у Wayback Machine.] // Спільне, №7, 2014: Другий світ, с. 20-30.